# Philippe Bracaval
Pour les articles homonymes, voir Bracaval.
Philippe Bracaval, né le 14 octobre 1957 est un homme politique belge, membre du Mouvement réformateur
Professeur de langues à l'Institut Saint Charles de Luingne et formateur au Forem. Traducteur free lance. 

## Carrière politique
- Echevin de l'instruction publique de Mouscron depuis le 1er décembre 2012. Echevin empêché depuis le 27 juillet 2017.
- Conseiller communal depuis le 1er janvier 1994.

Mandat politique exercé antérieurement
- Député wallon et de la Communauté française 
  - du 3 juillet 2007 au 7 juin 2009
  - du 28 juillet 2017 en suppléance de Jean-Luc Crucke, ministre empêché